# Ganisa kuangtungensis
Ganisa kuangtungensis är en fjärilsart som beskrevs av Clayton Dissinger Mell 1929. Ganisa kuangtungensis ingår i släktet Ganisa och familjen Eupterotidae. Inga underarter finns listade i Catalogue of Life.